# Rickie Fowler
Rick Yutaka Fowler (13. prosince 1988) je americký profesionální golfista, který hraje PGA Tour. V sezoně 2007 a 2008 se stal nejlepším amatérským golfovým hráčem na světě po dobu 37 týdnů. V lednu 24, 2016 dosáhl čtvrtého místa v kariéře v oficiálním žebříčku World Golf Ranking po jeho vítězství v Abu Dhabi HSBC Golf championship.

## Osobní život
Fowler bydlí v Jupiteru na Floridě, přestěhoval se z Las Vegas po sezóně 2010. Fowlerovo prostřední jméno, Yutaka , pochází od dědečka jeho matky, který je japonské národnosti . Na posledním dni golfového turnaje obléká výrazně oranžovou na počest Oklahoma státní univerzity. Fowler je jedním ze čtyř hráčů ve skupině " Golf Boys"" s kolegy z PGA TOUR: Benem Crane, Bubba Watson,a Hunter Mahan. Golf Boys vydali na youtube v předvečer U.S. Open v roce 2011 video Oh Oh Oh.

## Amatérská kariéra
Narodil se a vyrůstal v Murrieta, California. Fowler studoval na Murrieta Valley High school. Mnoho let hrál pouze na driving range a proto se skoro vše naučil sám, jako jeden z mála. Ve svém seniorském ročníku na střední škole, Fowler vyhrál finále SW ligy s celkovým skóre 133 a dovedl svůj tým do státního finále v roce 2007. V létě roku 2005 vyhrál Západní Juniorku a hrál v U.S. amatérech, kde byl poražen pozdějším šampionem Richiem Ramsaym.

## Profesionální kariéra
V roce 2009, Fowler byl poprvé ve své kariéře druhý na Nationwide Tour v Nationwide Children’s Hospital invitational, když prohrál v play off s Dereckem Lamelym. Po Walker Cupu, se stal profesionálem vyhrál Albertsons Boise Open na Nationwide Tour při svém debutu. V září tohoto roku bylo oznámeno, že Fowler podepsal smlouvu o titulu s Titleistem.
V roce 2013 skončil druhý na Australian PGA Championship kde skončil T2 s Camerunem Percym a Jackem Wilsonem, čtyři rány za vítězem Adamem Scottem.